# Хасдрубал I
Хасдрубал I е картагенски владетел в периода 530—510 пр.н.е., най-възрастният син на Магон I.
Пълководец. 11 пъти е избиран за мелек, т.е. „цар“, и 4 пъти празнувал триумф (това е единствения картагенец за когото има данни да му е оказвана тази чест, вероятно след успешната битка при Алалия и завладяването на Тартес). Умира, получавайки рана по време на войната със Сардиния . Оставя трима синове: Ханибал, Хасдрубал и Сапфон , властта предава на брат си Хамилкар I.